# Mala Ciglena
Mala Ciglena is een plaats in de gemeente Bjelovar in de Kroatische provincie Bjelovar-Bilogora. De plaats telt 24 inwoners (2001).